# Dacnis camanegra
La dacnis camanegra (Dacnis nigripes) és un ocell de la família dels tràupid (Thraupidae).

## Hàbitat i distribució
Habita boscos, clars i vegetació secundària de les terres baixes al sud-est del Brasil.